# Аэропорт имени Султана Абдула Халима
Аэропорт имении Султана Абдула Халима (малайск. Lapangan Terbang Sultan Abdul Halim) (ИАТА: AOR, ИКАО: WMKA) — аэропорт, расположенный в Кепала-Батасе, Кедах, Малайзия. Он обслуживает город Алор-Сетар и штат Перлис из-за небольшого размера штата, но международные, а также дальние рейсы на Северный полуостров, особенно из Восточной Малайзии, используют международный аэропорт Пинанга в качестве основного хаба.
Аэропорт, расположенный в Кепала-Батасе, в 15 км от центра города, может обслуживать до 800 000 человек в год. Построенный в 1929 году, аэропорт является вторым старейшим аэропортом в Западной Малайзия после аэропорта Тайпин. Новый терминал был введен в эксплуатацию 5 мая 2006 г, чтобы обеспечить будущий рост трафика. Новый терминал может принимать рейсы Airbus A330, поскольку взлетно-посадочная полоса была увеличена с прежних 1963 м × 45 м до 2745 м × 45 м. В 2009 году аэропорт обслужил 421 314 пассажиров и совершил 24 031 рейс.
Учебное подразделение Королевских ВВС Малайзии также расположено там же и использует ту же взлетно-посадочную полосу, что и аэропорт.

## Статистика

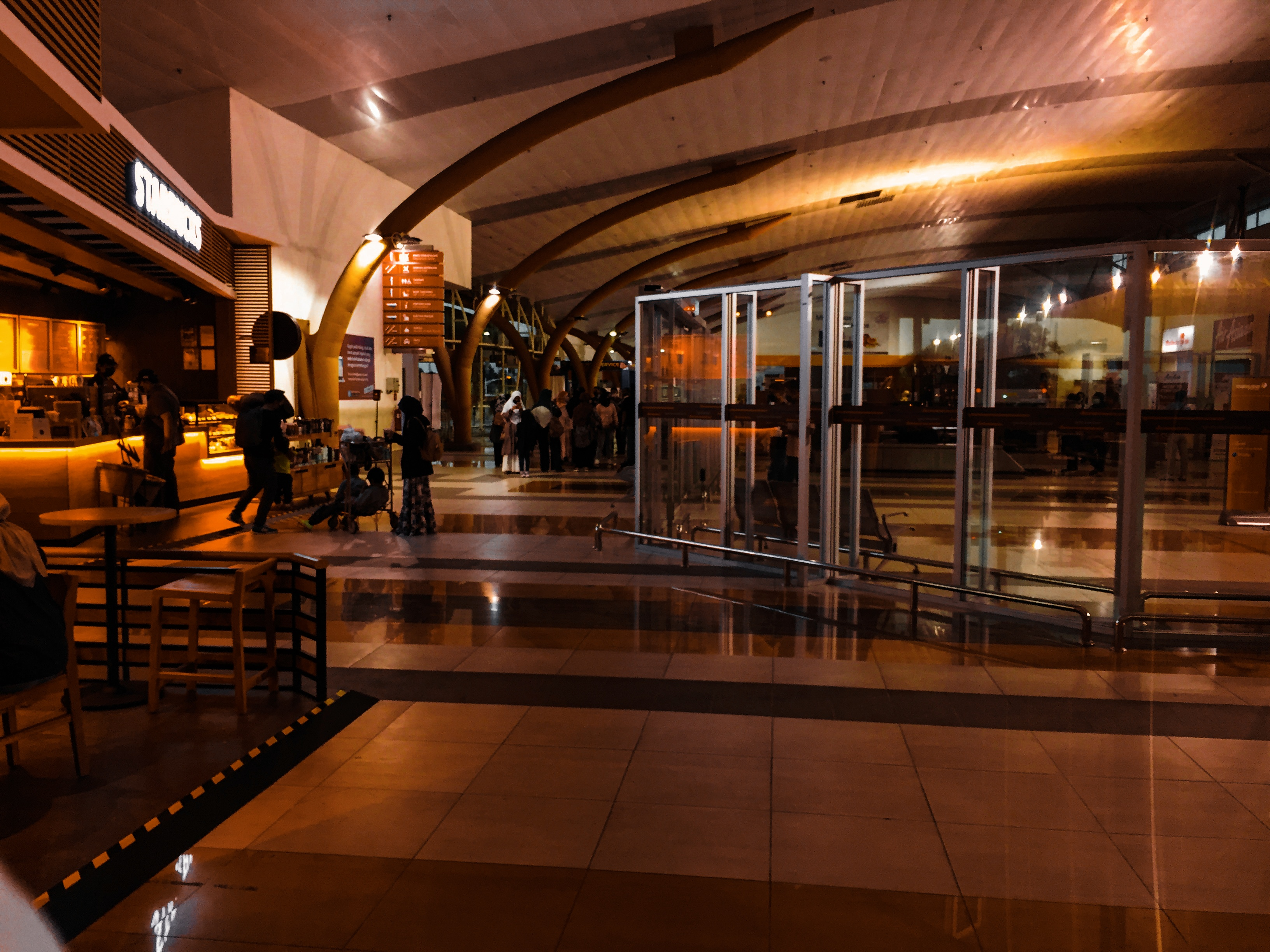
Кофейня Starbucks в терминале аэропорта.

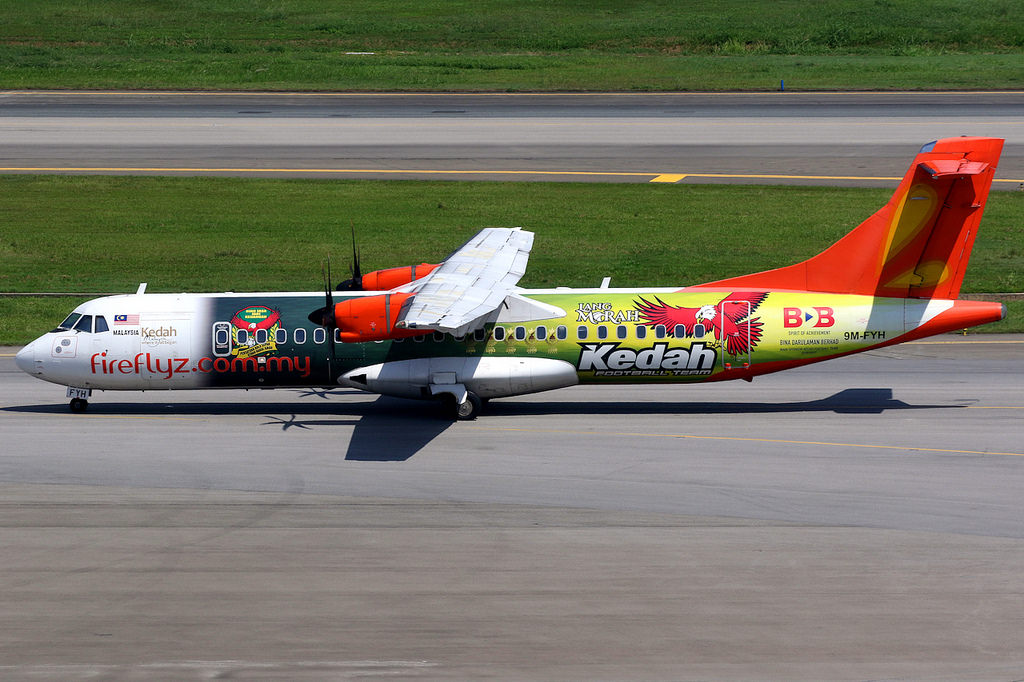
Самолёт авиакомпании Firefly в ливрее ФК Кедах.

| Место | Пункт назначения    | Количество рейсов | Авиакомпании |
| ----- | ------------------- | ----------------- | ------------ |
| 1     | Субанг, Селангор    | 32                | FY, OD       |
| 2     | Куала-Лумпур        | 19                | AK, MH       |
| 3     | Джохор-Бару, Джохор | 4                 | AK           |

## Комментарии
1. ↑  Включая международных, местных и транзитных пассажиров
2. ↑  Включая международные, местные и транзитные перевозки